# سیلویو پلیکو
سیلویو پلیکو (انگلیسی: Silvio Pellico; ۲۴ ژوئن ۱۷۸۹ – ۳۱ ژانویهٔ ۱۸۵۴) نویسنده، شاعر، نمایشنامه‌نویس، آموزگار، و روزنامه‌نگار بود.